# Livesport Superliga 2022/2023
Livesport Superliga 2022/2023 byla 30. ročníkem nejvyšší mužské florbalové soutěže v Česku.
Základní část soutěže hrálo 14 týmů dvakrát každý s každým. Tým Tatran Střešovice překonal vlastní rekord 15 vítězných zápasů v základní části v řadě z přelomu sezón 1993/1994 a 1994/1995. Po dalších sedmi výhrách si již ve 22. kole zajistil Prezidentský pohár pro vítěze základní části. Tu nakonec dohrál jako první tým v historii bez ztráty a s rekordním patnáctibodovým náskokem, čímž překonal 74 bodů týmu Florbal MB ze sezóny 2019/2020. Tatran stanovil i nový rekord 253 gólů, který jen o rok později výrazně překonala Mladá Boleslav.
Tatran Střešovice se stal i vítězem ročníku, po porážce týmu 1. SC TEMPISH Vítkovice v superfinále. Pro Tatran to byl sedmnáctý titul celkem a první po sedmi letech. Střešovice si jím zajistily postup na Pohár mistrů 2024, kde jako první český tým zvítězily.
Nováčkem v této sezóně byl tým FB Hurrican Karlovy Vary, výherce předchozího ročníku 1. ligy, který do Superligy postoupil poprvé.
Po prohře v play-down sestoupil po dvanácti sezónách v Superlize do 1. ligy tým PSG Panthers Otrokovice. Byl v následující sezóně nahrazen vítězem tohoto ročníku 1. ligy, týmem Butchis, který do nejvyšší soutěže postoupil poprvé. Butchis se tím během devíti dohraných sezón mezi lety 2012 a 2023 probojovali o sedm soutěží výše.

## Základní část
V základní části se všechny týmy od 10. září 2022 do 26. února 2023 dvakrát utkaly každý s každým. Prvních deset týmů postoupilo do play-off. Zbývající čtyři týmy hrály play-down o sestup.
| Poř. | Tým                           | Z  | V  | VP | PP | P  | VG  | OG  | B  |
| ---- | ----------------------------- | -- | -- | -- | -- | -- | --- | --- | -- |
| 1.   | Tatran Střešovice             | 26 | 26 | 0  | 0  | 0  | 253 | 75  | 78 |
| 2.   | 1. SC TEMPISH Vítkovice       | 26 | 21 | 0  | 0  | 5  | 229 | 106 | 63 |
| 3.   | Předvýběr.CZ Florbal MB       | 26 | 19 | 2  | 0  | 5  | 200 | 112 | 61 |
| 4.   | FbŠ Bohemians                 | 26 | 17 | 2  | 0  | 7  | 224 | 172 | 55 |
| 5.   | FAT PIPE Florbal Chodov       | 26 | 15 | 1  | 2  | 8  | 187 | 129 | 49 |
| 6.   | ACEMA Sparta Praha            | 26 | 15 | 1  | 1  | 9  | 139 | 116 | 48 |
| 7.   | FBC ČPP Bystroň Group Ostrava | 26 | 11 | 1  | 2  | 12 | 141 | 154 | 37 |
| 8.   | Black Angels                  | 26 | 10 | 2  | 2  | 12 | 163 | 182 | 36 |
| 9.   | FBC Liberec                   | 26 | 7  | 3  | 1  | 15 | 139 | 192 | 28 |
| 10.  | TJ Sokol Královské Vinohrady  | 26 | 7  | 1  | 3  | 15 | 126 | 171 | 26 |
| 11.  | FBC 4CLEAN Česká Lípa         | 26 | 7  | 2  | 0  | 17 | 148 | 195 | 25 |
| 12.  | Sokoli Pardubice              | 26 | 5  | 2  | 1  | 18 | 111 | 209 | 20 |
| 13.  | PSG Panthers Otrokovice       | 26 | 4  | 0  | 3  | 19 | 112 | 220 | 15 |
| 14.  | FB Hurrican Karlovy Vary      | 26 | 1  | 0  | 2  | 23 | 103 | 242 | 5  |

## Play-off
Prvních šest týmů po základní časti postoupilo přímo do čtvrtfinále play-off. Týmy na sedmém a desátém a týmy na osmém a devátém místě se od 4. do 7. března 2023 utkaly na dvě vítězná utkání o poslední dvě místa ve čtvrtfinále.
Do čtvrtfinále postoupilo všech šest pražských týmů, dosavadní rekord. První tři týmy po základní části si 7. března postupně zvolily soupeře z druhé čtveřice postupujících. Čtvrtfinále se hrálo na čtyři vítězné zápasy od 11. do 19. března 2023. Všichni čtyři favoriti postoupili bez ztráty, poprvé od sezóny 2011/2012. Pro FbŠ Bohemians to byl první postup do semifinále v historii.
Nejlépe umístěný tým v základní části z postupujících do semifinále (Tatran Střešovice) si 20. března zvolil ze dvou nejhůře umístěných postupujících za soupeře tým Předvýběr.CZ Florbal MB. Semifinále se také hrálo na čtyři vítězné zápasy od 28. března do 4. dubna.
O mistru Superligy rozhodl jeden zápas tzv. superfinále 16. dubna 2023 v pražské O2 aréně. Superfinále překonalo s 12 538 diváky dosavadní rekord v návštěvnosti na ligovém zápase českého florbalu z finále sezóny 2015/2016, které vidělo 12 144 diváků.

### Pavouk
|  | Osmifinále (na zápasy) | Osmifinále (na zápasy) | Osmifinále (na zápasy) |  |  | Čtvrtfinále (na zápasy) | Čtvrtfinále (na zápasy) | Čtvrtfinále (na zápasy) |   |                   | Semifinále (na zápasy) | Semifinále (na zápasy) | Semifinále (na zápasy) |  |  | Finále (skóre) | Finále (skóre) | Finále (skóre) |
|  |                        |                        |                        |  |  |                         |                         |                         |   |                   |                        |                        |                        |  |  |                |                |                |
|  |                        |                        |                        |  |  |                         |                         |                         |   |                   |                        |                        |                        |  |  |                |                |                |
|  |                        |                        |                        |  |  | Tatran Střešovice       | Tatran Střešovice       | 4                       |   |                   |                        |                        |                        |  |  |                |                |                |
|  | FBC Ostrava            | FBC Ostrava            | 1                      |  |  | TJ Sokol Kr. Vinohrady  | TJ Sokol Kr. Vinohrady  | 0                       |   |                   |                        |                        |                        |  |  |                |                |                |
|  | TJ Sokol Kr. Vinohrady | TJ Sokol Kr. Vinohrady | 2                      |  |  |                         |                         |                         |   | Tatran Střešovice | Tatran Střešovice      | 4                      |                        |  |  |                |                |                |
|  |                        |                        |                        |  |  |                         | Florbal MB              | Florbal MB              | 2 |                   |                        |                        |                        |  |  |                |                |                |
|  |                        |                        |                        |  |  | Florbal MB              | Florbal MB              | 4                       |   |                   |                        |                        |                        |  |  |                |                |                |
|  |                        |                        |                        |  |  | ACEMA Sparta Praha      | ACEMA Sparta Praha      | 0                       |   |                   |                        |                        |                        |  |  |                |                |                |
|  |                        |                        |                        |  |  |                         |                         |                         |   |                   | Tatran Střešovice      | Tatran Střešovice      | 4                      |  |  |                |                |                |
|  |                        |                        |                        |  |  |                         | 1. SC Vítkovice         | 1. SC Vítkovice         | 3 |                   |                        |                        |                        |  |  |                |                |                |
|  |                        |                        |                        |  |  | 1. SC Vítkovice         | 1. SC Vítkovice         | 4                       |   |                   |                        |                        |                        |  |  |                |                |                |
|  | Black Angels           | Black Angels           | 2                      |  |  | Black Angels            | Black Angels            | 0                       |   |                   |                        |                        |                        |  |  |                |                |                |
|  | FBC Liberec            | FBC Liberec            | 1                      |  |  |                         |                         |                         |   | 1. SC Vítkovice   | 1. SC Vítkovice        | 4                      |                        |  |  |                |                |                |
|  |                        |                        |                        |  |  |                         | FbŠ Bohemians           | FbŠ Bohemians           | 2 |                   |                        |                        |                        |  |  |                |                |                |
|  |                        |                        |                        |  |  | FbŠ Bohemians           | FbŠ Bohemians           | 4                       |   |                   |                        |                        |                        |  |  |                |                |                |
|  |                        |                        |                        |  |  | Florbal Chodov          | Florbal Chodov          | 0                       |   |                   |                        |                        |                        |  |  |                |                |                |
|  |                        |                        |                        |  |  |                         |                         |                         |   |                   |                        |                        |                        |  |  |                |                |                |

### Osmifinále
FBC ČPP Bystroň Group Ostrava – TJ Sokol Královské Vinohrady 1 : 2 na zápasy – Zpráva
- 4. 3. 2023 15:30, Ostrava – Vinohrady 5 : 4 (1:1, 2:1, 2:2)
- 5. 3. 2023 17:00, Vinohrady – Ostrava 7 : 6 (2:3, 2:2, 3:1)
- 7. 3. 2023 17:00, Ostrava – Vinohrady 3 : 4 (1:2, 0:1, 2:1)

Black Angels – FBC Liberec 2 : 1 na zápasy – Zpráva
- 4. 3. 2023 18:00, Black Angels – Liberec 4 : 81 (0:3, 1:2, 3:3)
- 5. 3. 2023 13:00, Liberec – Black Angels 6 : 14 (1:5, 3:3, 2:6)
- 7. 3. 2023 18:00, Black Angels – Liberec 6 : 51 (2:1, 3:3, 1:1)

### Čtvrtfinále
Tatran Střešovice – TJ Sokol Královské Vinohrady 4 : 0 na zápasy – Zpráva
- 11. 3. 2023 17:00, Tatran – Vinohrady 16 : 2 (2:2, 1:0, 3:0)
- 12. 3. 2023 17:00, Tatran – Vinohrady 10 : 2 (1:0, 5:1, 4:1)
- 18. 3. 2023 20:15, Vinohrady – Tatran 13 : 8 (0:4, 3:2, 0:2)
- 19. 3. 2023 17:15, Vinohrady – Tatran 12 : 8 (0:1, 0:3, 2:4)

1. SC TEMPISH Vítkovice – Black Angels 4 : 0 na zápasy – Zpráva
- 11. 3. 2023 17:00, Vítkovice – Black Angels 7 : 31 (2:2, 1:1, 4:0)
- 12. 3. 2023 17:00, Vítkovice – Black Angels 8 : 61 (0:1, 2:3, 6:2)
- 18. 3. 2023 19:00, Black Angels – Vítkovice 3 : 91 (1:2, 0:4, 2:3)
- 19. 3. 2023 17:00, Black Angels – Vítkovice 2 : 10 (1:0, 1:4, 0:6)

Předvýběr.CZ Florbal MB – ACEMA Sparta Praha 4 : 0 na zápasy – Zpráva
- 11. 3. 2023 19:00, Boleslav – Sparta 4 : 3 (1:1, 1:1, 2:1)
- 12. 3. 2023 17:00, Boleslav – Sparta 5 : 3 (2:1, 2:1, 1:1)
- 18. 3. 2023 19:00, Sparta – Boleslav 0 : 1 (0:0, 0:1, 0:0)
- 19. 3. 2023 19:00, Sparta – Boleslav 4 : 8 (0:0, 0:6, 4:2)

FbŠ Bohemians – FAT PIPE Florbal Chodov 4 : 0 na zápasy – Zpráva
- 11. 3. 2023 17:00, Bohemians – Chodov 10 : 5 (5:3, 3:0, 2:2)
- 12. 3. 2023 19:00, Bohemians – Chodov 12 : 4 (4:0, 1:1, 7:3)
- 18. 3. 2023 18:00, Chodov – Bohemians 15 : 8 (2:0, 1:5, 2:3)
- 19. 3. 2023 16:00, Chodov – Bohemians 16 : 9 (1:2, 2:2, 3:5)

### Semifinále
Tatran Střešovice – Předvýběr.CZ Florbal MB 4 : 2 na zápasy – Zpráva
- 28. 3. 2023 20:15, Tatran – Boleslav 2 : 3p (1:2, 0:0, 1:0, 0:1)
- 29. 3. 2023 19:00, Tatran – Boleslav 8 : 4p (2:1, 0:2, 6:1)
- 01. 4. 2023 14:10, Boleslav – Tatran 6 : 2p (2:0, 0:0, 4:2)
- 02. 4. 2023 17:00, Boleslav – Tatran 4 : 5p (2:0, 1:1, 1:4)
- 05. 4. 2023 19:00, Tatran – Boleslav 9 : 3p (2:1, 2:1, 5:1)
- 07. 4. 2023 19:15, Boleslav – Tatran 1 : 2p (1:1, 0:0, 0:0, 0:1)

1. SC TEMPISH Vítkovice – FbŠ Bohemians 4 : 2 na zápasy – Zpráva
- 28. 3. 2023 17:30, Vítkovice – Bohemians 5 : 6p (2:2, 1:1, 2:3)
- 29. 3. 2023 20:15, Vítkovice – Bohemians 9 : 4p (1:0, 1:2, 7:2)
- 01. 4. 2023 18:00, Bohemians – Vítkovice 5 : 11 (1:3, 3:1, 1:7)
- 02. 4. 2023 14:10, Bohemians – Vítkovice 5 : 6p (2:0, 3:1, 0:4, 0:1)
- 05. 4. 2023 17:00, Vítkovice – Bohemians 5 : 6p (2:1. 1:3, 2:2)
- 07. 4. 2023 20:30, Bohemians – Vítkovice 6 : 10 (1:5, 1:1, 4:4)

### Finále
16. 4. 2023 17:00, Tatran Střešovice – 1. SC TEMPISH Vítkovice 4 : 3p (2:0, 0:2, 1:1, 1:0) – Zpráva

## Play-down
Play-down se hrálo od 4. března do 7. dubna 2023. Jednotlivá kola se hrála na čtyři vítězné zápasy. První kolo play-down hrály 11. s 14. a 12. s 13. týmem po základní části. Vítězové z prvního kola zůstali v Superlize, poražení hráli druhé kolo.
Tým PSG Panthers Otrokovice, který prohrál druhé kolo play-down hrané od 25. března do 7. dubna, byl v další sezóně nahrazen vítězem tohoto ročníku 1. ligy, týmem Butchis. Vítěz druhého kola play-down, tým FB Hurrican Karlovy Vary, hrál od 16. do 30. dubna v baráži s poraženým finalistou 1. ligy, týmem Kanonýři Kladno, a svoji účast v soutěži obhájil.

### Pavouk
|  | 1. kolo (na zápasy)      | 1. kolo (na zápasy)      |                         |   | 2. kolo (na zápasy) | 2. kolo (na zápasy) |
|  |                          |                          |                         |   |                     |                     |
|  |                          |                          |                         |   |                     |                     |
|  | Sokoli Pardubice         | 4                        |                         |   |                     |                     |
|  | Sokoli Pardubice         | 4                        |                         |   |                     |                     |
|  | PSG Panthers Otrokovice  | 3                        |                         |   |                     |                     |
|  | PSG Panthers Otrokovice  | 3                        | PSG Panthers Otrokovice | 2 |                     |                     |
|  |                          |                          | PSG Panthers Otrokovice | 2 |                     |                     |
|  |                          | FB Hurrican Karlovy Vary | 4                       |   |                     |                     |
|  | FBC 4CLEAN Česká Lípa    | FB Hurrican Karlovy Vary | 4                       | 4 |                     |                     |
|  | FBC 4CLEAN Česká Lípa    |                          |                         | 4 |                     |                     |
|  | FB Hurrican Karlovy Vary | 3                        |                         |   |                     |                     |

### 1. kolo
FBC 4CLEAN Česká Lípa – FB Hurrican Karlovy Vary 4 : 3 na zápasy – Zpráva
- 14. 3. 2023 19:00, Česká Lípa – Karlovy Vary 4 : 8 (1:2, 2:2, 1:4)
- 15. 3. 2023 18:00, Česká Lípa – Karlovy Vary 5 : 7 (0:0, 3:4, 2:3)
- 11. 3. 2023 20:00, Karlovy Vary – Česká Lípa 4 : 5 (0:1, 3:1, 1:3)
- 12. 3. 2023 18:00, Karlovy Vary – Česká Lípa 3 : 6 (3:2, 0:1, 0:3)
- 14. 3. 2023 17:30, Česká Lípa – Karlovy Vary 7 : 4 (3:1, 1:1, 3:2)
- 16. 3. 2023 19:00, Karlovy Vary – Česká Lípa 5 : 3 (3:1, 1:1, 1:1)
- 18. 3. 2023 19:00, Česká Lípa – Karlovy Vary 4 : 1 (0:0, 4:1, 0:0)

Sokoli Pardubice – PSG Panthers Otrokovice 4 : 3 na zápasy – Zpráva
- 14. 3. 2023 18:00, Pardubice – Otrokovice 18 : 9pn (1:2, 1:5, 6:1, 0:0)
- 15. 3. 2023 17:00, Pardubice – Otrokovice 14 : 7pn (1:2, 0:2, 3:3)
- 11. 3. 2023 18:00, Otrokovice – Pardubice 13 : 6pn (0:3, 1:1, 2:2)
- 12. 3. 2023 16:00, Otrokovice – Pardubice 16 : 7pn (2:2, 3:0, 1:4, 0:1)
- 14. 3. 2023 18:00, Pardubice – Otrokovice 10 : 4pn (2:1, 4:1, 4:2)
- 16. 3. 2023 18:00, Otrokovice – Pardubice 16 : 5pn (2:1, 4:1, 0:3)
- 18. 3. 2023 20:00, Pardubice – Otrokovice 14 : 1pn (1:0, 1:0, 2:1)

### 2. kolo
PSG Panthers Otrokovice – FB Hurrican Karlovy Vary 2 : 4 na zápasy – Zpráva
- 25. 3. 2023 18:00, Otrokovice – Karlovy Vary 4 : 7pn (1:3, 1:2, 2:2)
- 26. 3. 2023 16:00, Otrokovice – Karlovy Vary 3 : 5pn (2:1, 1:3, 0:1)
- 01. 4. 2023 19:00, Karlovy Vary – Otrokovice 2 : 1pp (1:1, 0:0, 0:0, 1:0)
- 02. 4. 2023 15:00, Karlovy Vary – Otrokovice 3 : 4pn (1:3, 1:1, 1:0)
- 05. 4. 2023 18:00, Otrokovice – Karlovy Vary 4 : 2pn (2:0, 0:1, 2:1)
- 07. 4. 2023 16:00, Karlovy Vary – Otrokovice 4 : 3pn (1:1, 2:0, 0:2, 0:0)

### Baráž
FB Hurrican Karlovy Vary – Kanonýři Kladno 3 : 2 na zápasy – Zpráva
- 15. 4. 2023 19:00, Karlovy Vary – Kladno 8 : 7p (2:1, 3:4, 2:2, 1:0)
- 22. 4. 2023 18:00, Kladno – Karlovy Vary 5 : 4p (1:1, 2:0, 1:3, 1:0)
- 23. 4. 2023 18:00, Kladno – Karlovy Vary 5 : 3p (3:2, 1:1, 1:1)
- 27. 4. 2023 20:00, Karlovy Vary – Kladno 6 : 3p (0:2, 3:0, 3:1)
- 30. 4. 2023 16:00, Karlovy Vary – Kladno 6 : 5p (0:2, 4:3, 1:0, 1:0)

## Konečné pořadí
| Pořadí           | Tým                           |
| ---------------- | ----------------------------- |
| Zlatá medaile    | Tatran Střešovice             |
| Stříbrná medaile | 1. SC TEMPISH Vítkovice       |
| Bronzová medaile | Předvýběr.CZ Florbal MB       |
| 4.               | FbŠ Bohemians                 |
| 5.               | FAT PIPE Florbal Chodov       |
| 6.               | ACEMA Sparta Praha            |
| 7.               | Black Angels                  |
| 8.               | TJ Sokol Královské Vinohrady  |
| 9.               | FBC ČPP Bystroň Group Ostrava |
| 10.              | FBC Liberec                   |
| 11.              | FBC 4CLEAN Česká Lípa         |
| 12.              | Sokoli Pardubice              |
| 13.              | FB Hurrican Karlovy Vary      |
| 14.              | PSG Panthers Otrokovice       |

## Nejužitečnější hráči
Nejužitečnějšími hráči Superligy byli zvoleni:
1. Marek Beneš (Tatran Střešovice)
2. Ondřej Němeček (Tatran Střešovice)
3. Filip Forman (FbŠ Bohemians)